# Fedekalv
En fedekalv er en særlig opfedet tyrekalv. 
I gamle dage fodrede man fedekalven med alt den mælk som var i overskud. Derved blev tyk og fed, deraf navnet. Kødet fra en fedekalv havde mere fedt end fra andet kvæg, og dermed rigere på smag. Det var derfor forbundet med en særlig luksus at spise kød fra en fedekalv.
At slagte fedekalven bruger i overført betydning om at holde en fed fest.